# Los Dolores (Michoacán)
Los Dolores es una localidad del estado mexicano de Michoacán. Es parte del municipio de Epitacio Huerta.

## Demografía
| Gráfica de evolución demográfica |
|                                  |

| Censo | Población |
| ----- | --------- |
| 1900  | 750       |
| 1910  | 484       |
| 1921  | 733       |
| 1930  | 1072      |
| 1940  | 529       |
| 1950  | 876       |
| 1960  | 1106      |
| 1970  | 1218      |
| 1980  | 1115      |
| 1990  | 1260      |
| 2000  | 1215      |
| 2010  | 1144      |
| 2020  | 1282      |